# Alessandro Sanquirico
Ne doit pas être confondu avec  le peintre Pio Sanquirico.
Alessandro Sanquirico, né à Milan (Italie) le 27 juillet 1777 et mort dans cette ville le 12 mars 1849, est un scénographe, architecte et peintre italien.

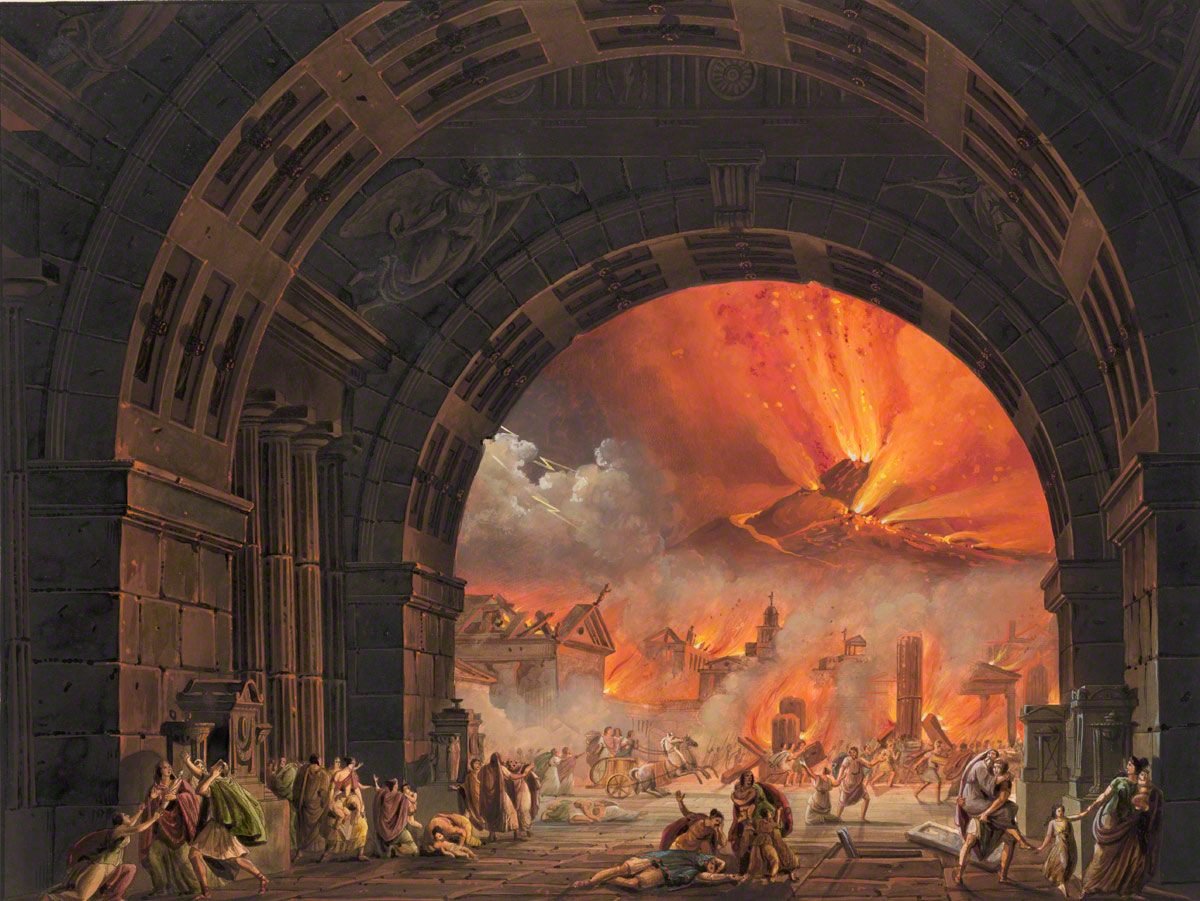
Scénographie de Sanquirico pour l'éruption du Vésuve dans l'opéra de Giovanni Pacini L'ultimo giorno di Pompei, 1827 Production La Scala.

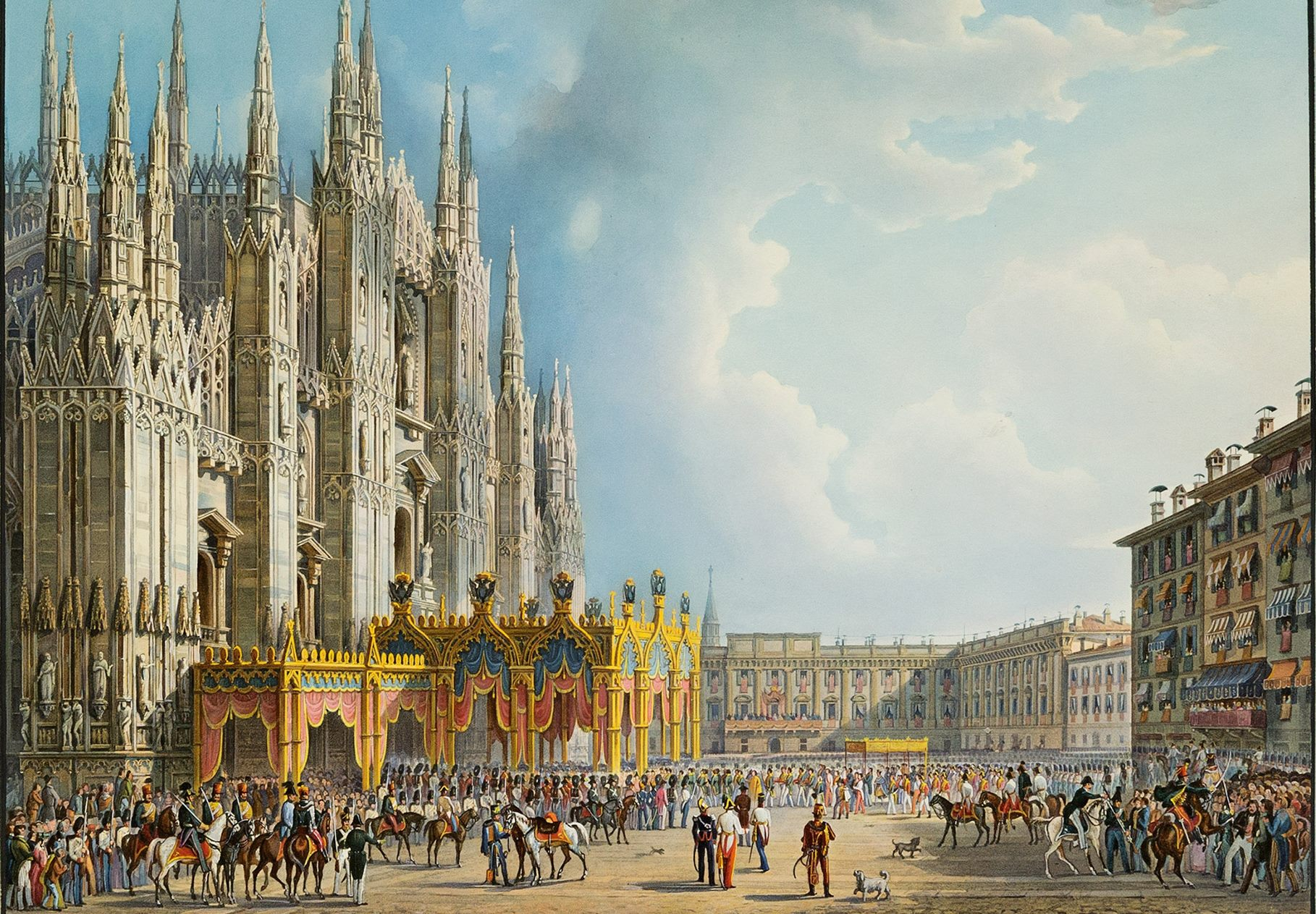
Conception de Sanquirico pour le couronnement de Ferdinand Ier d'Autriche au Duomo, Milan.

## Biographie
Alessandro Sanquirico commence sa carrière en collaboration avec les plus grands artistes de l'époque tels que Paolo Landriani, Giovanni Pedroni, Giovanni Perego et Giorgio Fuentes. Il étudie l'architecture et la perspective avec Giuseppe Piermarini, l'architecte de l'opéra La Scala.
Il a conçu plus de 300 productions pour cet opéra, dont de nombreuses premières, notamment quatre opéras de Vincenzo Bellini.

## Travaux
Pendant quinze ans, de 1818 à 1832, Sanquirico domine le style visuel de La Scala, non seulement sur scène, mais aussi dans l'auditorium. Il conçoit les ballets de Salvatore Viganò au début du XIXe siècle et les premières mondiales de La Pie voleuse (La gazza ladra) de Rossini, Il pirata, La straniera, La sonnambula et Norma (1831) de Bellini. Ses décors sont préparés pour les œuvres de Donizetti à La Scala, parmi lesquelles Anna Bolena lors de sa parution, Ugo, conte di Parigi et L'elisir d'amore, tous deux en 1832, et la création de Lucrezia Borgia en 1833.
Il fournit les décorations pour la célébration du couronnement de Ferdinand Ier d'Autriche, comme roi de Lombardie et de Vénétie. Il travaille aussi au Teatro Alberti de Desenzano, au Teatro Sociale de Canzo, au Teatro Sociale de Côme et au Teatro Municipale de Piacenza. Il travaille avec Andrea Appiani et Bargigli dans la conception de l'Arena Civica de Milan et fournit la scénographie des ballets de Salvatore Viganò. Il aide à décorer les plafonds de la cathédrale de Milan.

## Sources
- Baker, Evan (2013), « Alessandro Sanquirico » dans From the Score to the Stage: An Illustrated History of Continental Opera Production and Staging. Chicago et Londres: University of Chicago Press. (ISBN 978-0-226-03508-6).
- (it) Bianconi, Lorenzo; Giorgio Pestelli (éd.) (1988) Storia dell'opera italiana, Edizione di Torino  (ISBN 88-7063-053-6). (Traduction de Kusmick Hansell, voir ci-dessous)
- (it) Biographie sur balletto.net
- Kusmick Hansell, Kathleen et coll. (1988), Il ballo teatrali e l'opera italiana
- (it) Morbio, Vittoria Crespi (2013), Alessandro Sanquirico, Teatro, feste, trionfi (1777-1849), Allemandi  (ISBN 978-8842222743)
- Sanquirico, Alessandro (1830), Raccolta di varie decorazioni scéniche inventent e dipinte dal pittore Alessandro Sanquirico par I´ll Reale Teatro alla Scala à Milan. Milan et Florence : Ricordi & Co. c. 1830-40 (1830). Présumé être la 3e édition après les versions de 1818 à 1829. Disponible sur Internet Archive
- Sheren, Paul (1998), "Sanquirico, Alessandro", dans Stanley Sadie, (Ed.), The New Grove Dictionary of Opera, Vol. Quatre. Londres : Macmillan Publishers, Inc. (ISBN 0-333-73432-7 et 1-56159-228-5)
- Snowman, Daniel (2009), The Gilded Stage: A Social History of Opera, Londres : Atlantic Books